# Kachamachanahalli, Gauribidanur
Kachamachanahalli là một làng thuộc tehsil Gauribidanur, huyện Chikkaballapur, bang Karnataka, Ấn Độ.